# Lundbytunneln
Lundbytunneln, är en tunnel på Hisingen i Göteborg. Tunneln invigdes 1998 och består av två parallella, tvåfiliga rör längs Norra Älvstranden. 
Med sina 2 060 meter är tunneln en av Sveriges längre vägtunnlar och byggdes för att minska buller för närboende och för att öka framkomligheten på Lundbyleden. Tunneln kostade cirka 700 miljoner kronor att bygga. Längs den äldre vägen (Västra Bräckevägen, Stålhandskegatan med flera) fanns sedan lång tid tillbaka störda bostäder, trots hastighetsbegränsning till 50 kilometer i timmen och lastbilsförbud på natten, vilket också motiverade bygget.
Fartkameror installerades strax efter år 2000. 2018 installerades en tunnelanpassad modell som inte syns bra. Lundbytunneln var 2020 på första plats i landet vad gäller antal fällningar för fortkörning.
Herman Fogelin har gjort konsten i tunneln.
Tunneln spelar en viktig roll i långfilmen Johan Falk: Alla råns moder.